# کالموس
کالموس (انگلیسی: Calmos) یک فیلم فرانسوی در سال ۱۹۷۶ به کارگردانی برتران بلیه است. فیلمی کمدی که به بررسی نبرد جنسیت‌ها می‌پردازد.